# Otter (Schiff, 1878)
Die Otter war ein Kanonenboot II. Klasse der Kaiserlichen Marine und speziell für den Einsatz als Piratenjäger in China konstruiert worden. Aufgrund mangelnder Seetüchtigkeit wurde die Otter jedoch nicht nach Ostasien entsandt, sondern fand in der Nord- und Ostsee als Tender Verwendung. Wie viele zeitgenössische Kriegsschiffe war es mit einem Rammsporn ausgerüstet. Nach der Außerdienststellung 1907 ging der Name auf das Flusskanonenboot Otter über.

## Entwicklung und Bau
Aufgrund der Aktivität von Piraten im Chinesischen Meer, denen im Jahr 1857 auch die oldenburgische Bark Texas zum Opfer gefallen war, entstanden bereits in Preußen Überlegungen, Schiffe zur Piratenbekämpfung in Ostasien zu stationieren. Britischer Erfahrungen zeigten jedoch, dass die herkömmlichen Korvetten und Fregatten für derartige Aufgaben aufgrund ihres großen Tiefgangs nicht in Frage kamen. Grund hierfür war der mit kaum einem Meter sehr geringe Tiefgang der Dschunken, mit denen die chinesischen Piraten meistens in flachen Küstengewässern oder Flussmündungen operierten.
Aufbauend auf diesen Erfahrungen fasste die Kaiserliche Admiralität 1876 den Entschluss, zumindest ein flachgehendes Kriegsschiff zum Schutz deutscher Handelsschiffe in die chinesischen Gewässer zu entsenden. Ein entsprechender Entwurf wurde im Dezember 1876 bei F. Schichau in Elbing in Bau gegeben. Die Werft erhielt damit ihren ersten Auftrag der Kaiserlichen Marine. Der während der Planung und des Baus als „Ersatz Delphin“ bezeichnete Neubau stand am 7. Juni 1877 zum Stapellauf bereit und wurde auf den Namen Otter getauft. Es war das erste speziell für den Einsatz gegen Piraten konstruierte deutsche Kriegsschiff und wurde auch offiziell als „Piratenjäger“ bezeichnet.
Die Illustrirte Zeitung schrieb in dem Artikel Das Kanonenboot Otter vom 23. März 1878:
Dieses Kanonenboot ist der Repräsentant eines ganz neuen Bautypus und hat wenig mit den Fahrzeugen gemein, die bisher unter der Bezeichnung von Kanonenbooten einen beträchtlichen Theil unserer Kriegsflotte ausmachten. Während letztere für ganz allgemeine Zwecke bestimmt sind und namentlich als kleinere Stationsschiffe in allen Meeren dienen sollen, ist die Otter ausschließlich mit der besonderen Bestimmung, die ostasiatischen Küstenpiraten zu verfolgen, erbaut worden.

## Technik
Die Otter war eines der kleinsten Kriegsschiffe der Kaiserlichen Marine. Ihre Konstruktionsverdrängung betrug lediglich 130 t, die Maximalverdrängung lag bei 164 t. Das Schiff war insgesamt 31,0 m lang, wobei die Wasserlinie bei Konstruktionsverdrängung 29,1 m maß. Die Breite belief sich auf 6,15 m, der Tiefgang auf 1,13 m vorn und 1,63 m achtern. Der Eisenrumpf war in vier wasserdichte Abteilungen gegliedert, um die Sinksicherheit zu erhöhen. Über einen Doppelboden oder eine zusätzliche Panzerung verfügte das Schiff nicht.
Die Besatzung des Kanonenbootes umfasste standardmäßig 43 Mann. Sie bestand aus dem Kommandanten als einzigem Offizier sowie 42 Mannschaften.
Im genannten Artikel der Illustrierten Zeitung hieß es zu den technischen Merkmalen der Otter:
Die Armirung des Schiffs besteht aus einem 12 Cmtr.- und zwei 8 Cmtr.-Geschützen; ersteres ist vorn im Bug unter der auch nach hinten abgeschlossenen Back aufgestellt und kann gerade voraus und nach jeder Seite bis etwas nach hinten zu feuern. Diese Aufstellung bietet noch den Vortheil dar, daß, wenn der Aufenthalt auf Deck durch Gewehrfeuer von dem Flussufer oder durch von den Chinesen bei ihren Kämpfen gebrauchte Stinktöpfe unmöglich gemacht wird, die Mannschaft in der Back einen Zufluchtsort findet, von dem aus sie ihrerseits das Deck beherrschen kann. Die letztere gewährt ferner die Möglichkeit, die Mannschaft, welche aus militärischen Gründen ziemlich hoch bemessen worden ist, bequem unterzubringen, da der Raum vorn unter Deck vor der Maschine, in welchem auch noch das Material, der Proviant und die Munition aufbewahrt werden müssen, hierzu allein nicht ausreichend gewesen wäre.

### Antriebsanlage
Das Kanonenboot verfügte über zwei stehend ausgeführte Zweizylinder-Dampfmaschinen mit einfacher Dampfdehnung. Die Maschinen leisteten zusammen 142 PSi und trieben je eine vierflügelige Schraube mit 1,0 m Durchmesser an. Die Dampfversorgung stellte ein Zylinderkessel sicher, der über zwei Feuerungen und 59 m² Heizfläche verfügte und einen Dampfdruck von 5 atü erzeugte. Die Maschinenanlage brachte die Otter auf eine Höchstgeschwindigkeit von 8 kn. Der 15 t umfassende Kohlenvorrat ermöglichte einen Fahrbereich von 1.181 sm bei einer Geschwindigkeit von 7 kn.
Der geplante Einsatz in Ostasien erforderte einen möglichst großen Fahrbereich, weshalb für das Schiff zusätzlich ein Schonerrigg mit 325 m² Segelfläche vorgesehen war. Da die Otter jedoch aufgrund mangelnder Seetüchtigkeit nur in Heimatgewässern genutzt wurde, unterblieb der Einbau der Takelage.

### Bewaffnung
Das Schiff verfügte über zwei Ringkanonen mit einem Kaliber von 8 cm sowie über eine im Bug installierte 12-cm-L/23-Ringkanone. Die Bewaffnung wurde jedoch bereits 1880 wieder von Bord gegeben, nachdem am 16. Juli 1880 während einer Schießübung ein Zwischendecksbalken und mehrere Denksplanken brachen. Dadurch wurde die Otter zum einzigen unter Kriegsflagge fahrenden nicht salutfähigen Kriegsschiff der Kaiserlichen Marine.

## Einsatz

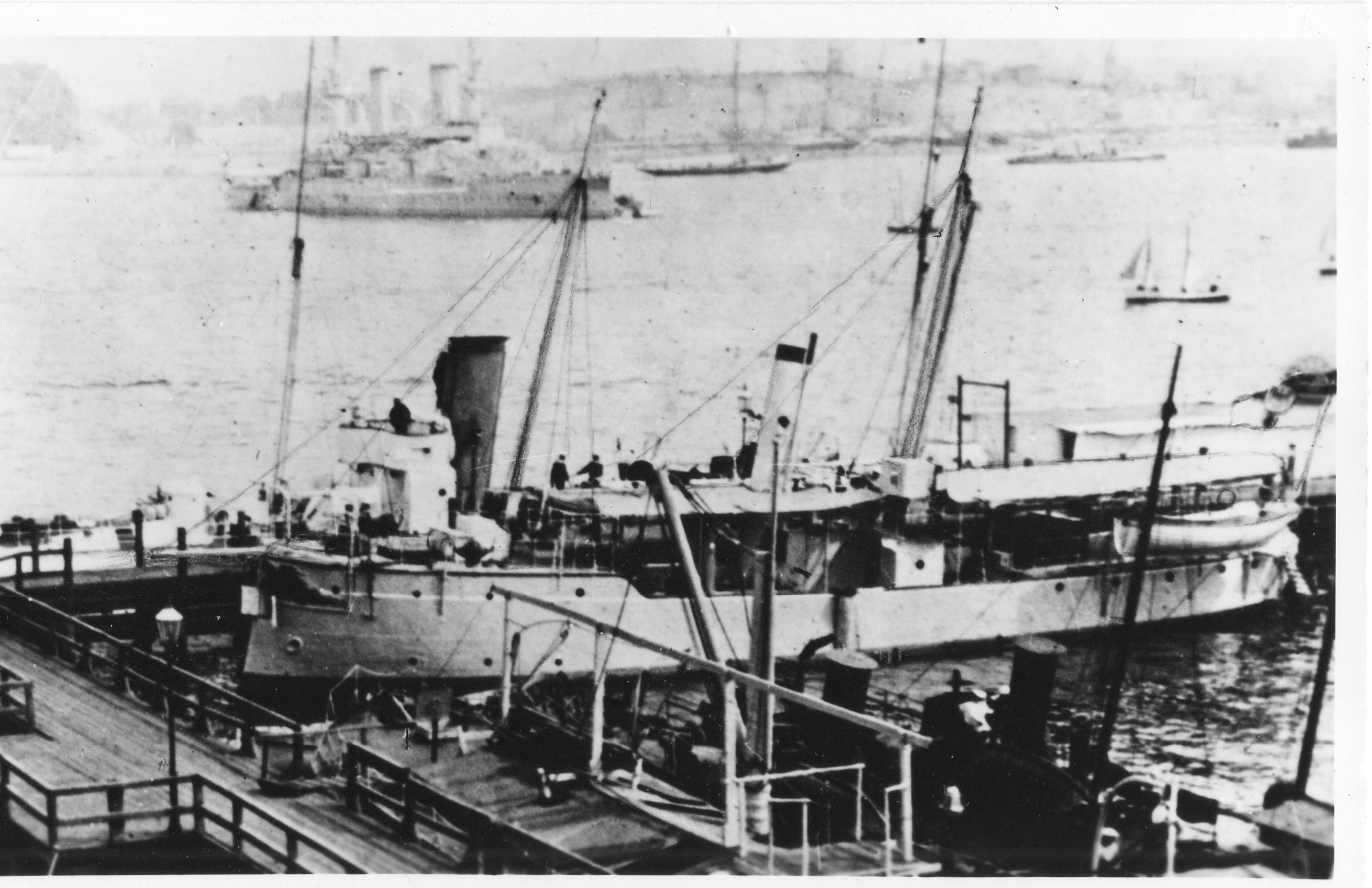
Die Otter um 1900

Die Indienststellung erfolgte am 11. März 1878 zur Überführung von Elbing nach Kiel. Die folgenden Probefahrten zeigten, dass das Schiff einen gravierenden Konstruktionsfehler besaß. Es war, offenbar aufgrund des niedrigen Tiefgangs, nicht seetüchtig genug für eine Reise nach Übersee. Selbst eine Fahrt nach Wilhelmshaven um Kap Skagen herum erschien so riskant, dass das Boot durch den Eider-Kanal geschleust wurde, um in die Nordsee zu gelangen. In Wilhelmshaven wurde die Otter bereits am 19. Juni wieder außer Dienst gestellt. Im Zusammenhang mit dem Untergang der Großer Kurfürst wurde auch der ausbleibende Einsatz des Kanonenbootes vom Reichstag kritisiert. Der Chef der Admiralität, Albrecht von Stosch, erklärte hierzu, dass die ursprüngliche Absicht, das Kanonenboot zu zerlegen, um es in einzelnen Sektionen zu transportieren, aufgrund technischer Probleme nicht durchgeführt werden konnte.
Um die Otter einer Verwendung zuzuführen, entschloss sich die Admiralität, das Boot in den Küstengewässern der Nord- und Ostsee einzusetzen. Aufgrund dessen wurde auf den Einbau der geplanten Takelage verzichtet. Von 1880 bis 1886 diente das Kanonenboot als Tender der Artillerieschulschiffe Renown und Mars. Während dieser Zeit wurde die Otter nie offiziell in Dienst gestellt, sondern nur bei Bedarf bemannt und von einem Offizier des Artillerieschulschiffs befehligt. Ab 1884 wurde das Schiff offiziell aus der Klasse der Kanonenboote herausgelöst und als „Tender des Artillerieschulschiffs“ gelistet.
1887 wurde die Otter der neu gebildeten Schiffsprüfungskommission zugeteilt. Zur Überführung nach Kiel wurde diesmal eine Fahrt um Kap Skagen herum unternommen. Nach einigen Umbauten konnte der Tender am 1. September 1887 wieder in Dienst gestellt werden und verblieb fast 20 Jahre lang im aktiven Einsatz. Bis 1895 sind keine besonderen Aktivitäten des Boots überliefert. Im Mai 1895 befuhr die Otter den Kaiser-Wilhelm-Kanal, vermutlich zur Erprobung, noch vor seiner Eröffnung.
Die Otter wurde 1898 der in diesem Jahr neu gebildeten Minen-Versuchs-Kommission zugeteilt, die das Boot in den folgenden Jahren bis zu seiner Außerdienststellung am 18. März 1907 im Seeraum Cuxhaven einsetzte.

## Verbleib
Am 27. Mai 1907 wurde die Otter aus der Liste der Kriegsschiffe gestrichen. Nach einer Verwendung als Unterrichtshulk und Kohlenprahm wurde sie im Februar 1914 von einer Firma in Brake erworben, aber kurz danach an die Firma Anschütz in Kiel verkauft. Diese nutzte die Otter als Versuchsschiff für Kompassprüfungen. 1926 wurde das Boot abgewrackt.

## Kommandanten
| 11. März bis 19. Juni 1878           | Leutnant zur See / Kapitänleutnant Max Piraly         |
| 19. Mai bis 3. Juni 1880             | Leutnant zur See Otto Hüpeden                         |
| 11. bis 22. Juli 1887                | unbekannt                                             |
| 1. September 1887 bis September 1889 | Leutnant zur See / Kapitänleutnant Carl Friedrich     |
| September 1889 bis März 1890         | Kapitänleutnant / Korvettenkapitän Robert Wachenhusen |
| April 1890 bis August 1891           | Kapitänleutnant Johannes Stein                        |
| August bis September 1891            | Kapitänleutnant Fritz Sommerwerck (in Vertretung)     |
| September 1891 bis März 1893         | Kapitänleutnant Johannes Stein                        |
| März 1893 bis September 1895         | Kapitänleutnant / Korvettenkapitän Wentzel            |
| September 1895 bis August 1897       | Kapitänleutnant / Korvettenkapitän Johannes Schröder  |
| August bis November 1897             | Kapitänleutnant Georg Schur (in Vertretung)           |
| November bis Dezember 1897           | Leutnant zur See Walter Engelhardt                    |
| Dezember 1897 bis Januar 1898        | Kapitänleutnant Georg Schur                           |
| Januar 1898 bis Oktober 1900         | Leutnant zur See / Kapitänleutnant Walter Engelhardt  |
| Oktober 1900 bis März 1901           | Oberleutnant zur See Erich Butterlin                  |
| März bis Oktober 1901                | Kapitänleutnant Albertus Petruschky                   |
| Oktober 1901 bis April 1902          | Kapitänleutnant Otto Memminger                        |
| April bis Juli 1902                  | Oberleutnant zur See Theodor Eschenburg               |
| Juli 1902 bis April 1903             | Kapitänleutnant Otto Meinardus                        |
| April 1903                           | Kapitänleutnant Walter Michaelis (in Vertretung)      |
| April bis November 1903              | Kapitänleutnant Wilhelm Schultz                       |
| November bis Dezember 1903           | Kapitänleutnant Walter Michaelis (in Vertretung)      |
| Dezember 1903 bis September 1904     | Kapitänleutnant Wilhelm Schultz                       |
| September 1904 bis März 1906         | Kapitänleutnant Walter Michaelis                      |
| März 1906 bis 18. März 1907          | Kapitänleutnant Paul Wolfram                          |